# Eurovision Song Contest 1966
L'undicesimo Gran Premio Eurovisione della Canzone si tenne a Villa Louvigny (Lussemburgo) il 5 marzo 1966.

## Storia
Nel 1966 l'unico cambiamento rilevante fu l'introduzione di una nuova regola, riguardante la lingua del brano. La regola prevedeva che la canzone scelta da ogni partecipante fosse nella lingua (o in una delle lingue) del Paese. Questa regola venne introdotta a causa del comportamento della Svezia dell'anno precedente, quando presentò una canzone in inglese. Per quanto riguarda le giurie l'unico cambiamento fu che di ogni giuria nazionale fecero parte dei membri rappresentativi del pubblico di ogni paese, fra i quali fu permesso includere degli esperti di musica leggera e pop, ma non compositori, editori o fornitori professionali di dischi. Monaco e Italia rimasero a zero punti.
Le future presentatrici Lill Lindfors (Svezia) e Åse Kleveland (Norvegia) parteciparono a questo concorso, classificandosi rispettivamente al secondo e al terzo posto. Grande vincitrice fu l'Austria con il brano Merci chérie eseguito da Udo Jürgens, che partecipò al concorso per la terza volta. La famosa artista francese Michèle Torr si classificò all'ottavo posto con il brano Ce soir je t'attendais, rappresentando il Lussemburgo. Durante le prove Domenico Modugno non fu soddisfatto dell'orchestra e abbandonò il palco, arrabbiato. La sua canzone, Dio come ti amo, che all'Eurofestival arrivò ultima, in seguito si trasformò in un successo enorme in Sudamerica nella versione di Gigliola Cinquetti.

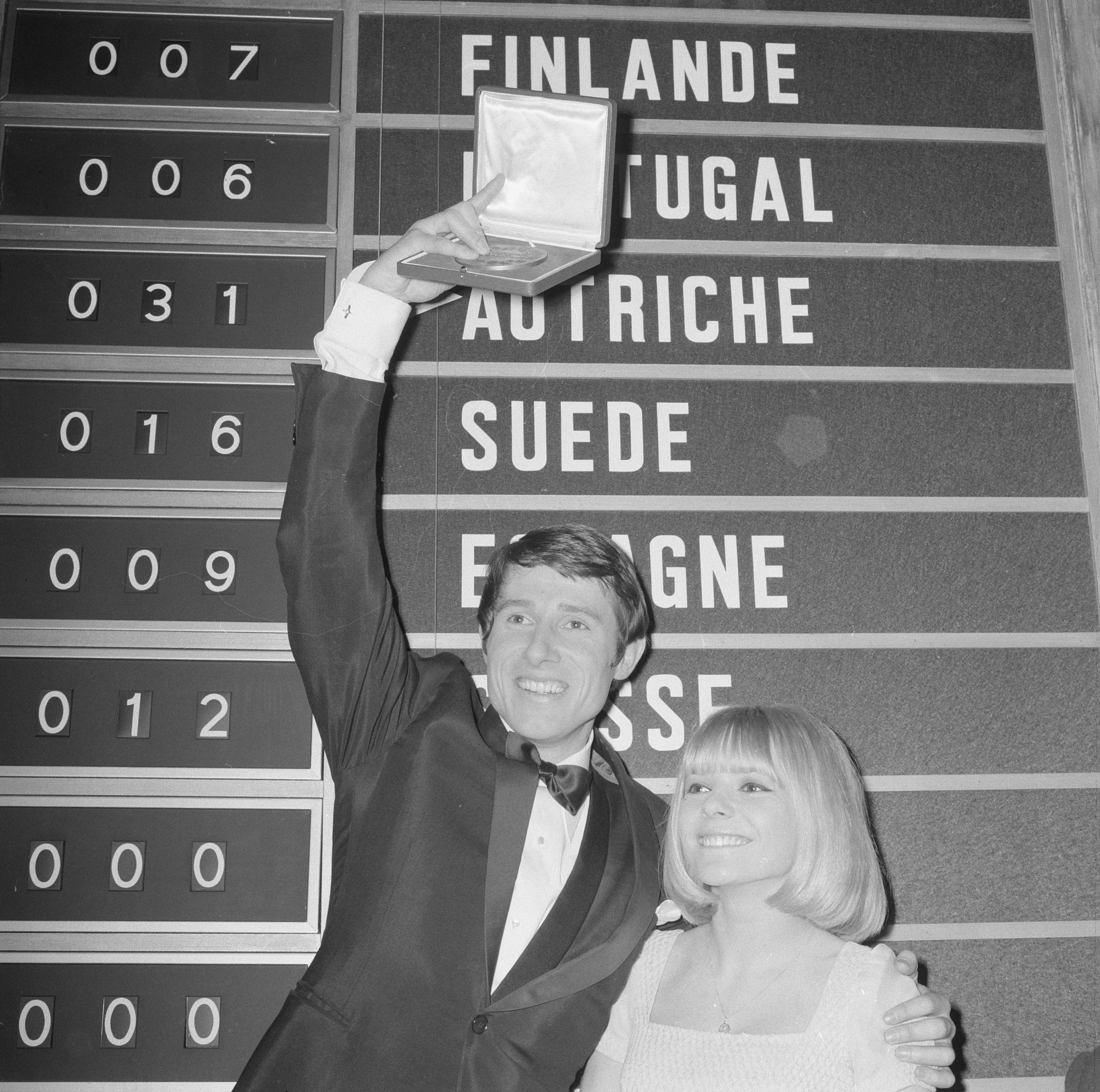
Il vincitore per l'Austria, Udo Jürgens, accompagnato da France Gall (vincitrice del 1965).

## Stati partecipanti

Stati partecipanti
| Stato                       | Artista                          | Brano                           | Lingua     | Processo di selezione                         |
| --------------------------- | -------------------------------- | ------------------------------- | ---------- | --------------------------------------------- |
| Austria                     | Udo Jürgens                      | Merci, Chérie                   | Tedesco    | Interno                                       |
| Belgio                      | Tonia                            | Un peu de poivre, un peu de sel | Francese   | Eurosong 1966, 25 gennaio 1966                |
| Danimarca                   | Ulla Pia                         | Stop – mens legen er go         | Danese     | Dansk Melodi Grand Prix 1966, 6 febbraio 1966 |
| Finlandia                   | Ann Christine                    | Playboy                         | Finlandese | Euroviisukarsinta 1966, 22 gennaio 1966       |
| Francia                     | Dominique Walter                 | Chez nous                       | Francese   | Interno                                       |
| Germania                    | Margot Eskens                    | Die Zeiger der Uhr              | Tedesco    | Interno                                       |
| Irlanda                     | Dickie Rock                      | Come Back to Stay               | Inglese    | National Song Contest 1966, 22 gennaio 1966   |
| Italia                      | Domenico Modugno                 | Dio, come ti amo                | Italiano   | Festival di Sanremo 1966, 29 gennaio 1966     |
| Jugoslavia                  | Berta Ambrož                     | Brez besed                      | Sloveno    | Jugovizija 1966, 23 gennaio 1966              |
| Lussemburgo (organizzatore) | Michèle Torr                     | Ce soir je t'attendais          | Francese   | Interno                                       |
| Norvegia                    | Åse Kleveland                    | Intet er nytt under solen       | Norvegese  | Melodi Grand Prix 1966, 5 febbraio 1966       |
| Paesi Bassi                 | Milly Scott                      | 'Fernando en Filippo            | Olandese   | Nationaal Songfestival 1966, 5 febbraio 1966  |
| Portogallo                  | Madalena Iglésias                | Ele e ela                       | Portoghese | Festival da Canção 1966, 15 gennaio 1966      |
| Principato di Monaco        | Téréza                           | Bien plus fort                  | Francese   | Interno                                       |
| Regno Unito                 | Kenneth McKellar                 | A Man Without Love              | Inglese    | A Song For Europe 1966, 27 gennaio 1966       |
| Spagna                      | Raphael                          | Yo soy aquél                    | Spagnolo   | Interno                                       |
| Svezia                      | Lill Lindfors & Svante Thuresson | Nygammal vals                   | Svedese    | Melodifestivalen 1966, 29 gennaio 1966        |
| Svizzera                    | Madeleine Pascal                 | Ne vois-tu pas ?                | Francese   | Concours Eurovision 1966, 5 febbraio 1966     |

## Struttura di voto
Ogni nazione ha dieci giurati e le tre nazioni più votate ottengono rispettivamente cinque, tre e un punto. Se la giuria avesse votato un solo Paese esso avrebbe ottenuto nove punti. Se solo due nazioni fossero state votate esse avrebbero ottenuto rispettivamente sei e tre punti.

## Orchestra
Diretta dai maestri: Gert-Ove Andersson (Svezia), Øivind Bergh (Norvegia), Willy Berking (Germania), Jorge Costa Pinto (Portogallo), Angelo Giacomazzi (Italia), Alain Goraguer (Monaco), Hans Hammerschmid (Austria), Noel Kelehan (Irlanda), Arne Lamberth (Danimarca), Franck Pourcel (Francia), Harry Rabinowitz (Regno Unito), Jean Roderes (Belgio, Lussemburgo e Svizzera), Ossi Runne (Finlandia), Mojmir Sepe (Jugoslavia), Rafael Ibarbia (Spagna) e Dolf van der Linden (Paesi Bassi).

## Classifica
| N° | Stato                | Cantante                         | Canzone                                   | Punti | Posizione |
| -- | -------------------- | -------------------------------- | ----------------------------------------- | ----- | --------- |
| 01 | Germania Ovest       | Margot Eskens                    | Die Zeiger Der Uhr                        | 7     | 10        |
| 02 | Danimarca            | Ulla Pia                         | Stop, Ja Stop - Ja Stop, Mens Legen Er Go | 4     | 14        |
| 03 | Belgio               | Tonia                            | Un Peu De Poivre, Un Peu De Sel           | 14    | 4         |
| 04 | Lussemburgo          | Michèle Torr                     | Ce Soir Je T'attendais                    | 7     | 10        |
| 05 | Jugoslavia           | Berta Ambrož                     | Brez Besed                                | 9     | 7         |
| 06 | Norvegia             | Åse Kleveland                    | Intet Er Nytt Under Solen                 | 15    | 3         |
| 07 | Finlandia            | Ann Christine Nyström            | Playboy                                   | 7     | 10        |
| 08 | Portogallo           | Madalena Iglésias                | Ele E Ela                                 | 6     | 13        |
| 09 | Austria              | Udo Jürgens                      | Merci Chérie                              | 31    | 1         |
| 10 | Svezia               | Lill Lindfors & Svante Thuresson | Nygammal Vals Eller                       | 16    | 2         |
| 11 | Spagna               | Raphael                          | 'Yo Soy Aquél                             | 9     | 7         |
| 12 | Svizzera             | Madeleine Pascal                 | Ne Vois-tu Pas?                           | 12    | 6         |
| 13 | Principato di Monaco | Téréza                           | Bien Plus Fort                            | 0     | 17        |
| 14 | Italia               | Domenico Modugno                 | Dio, come ti amo                          | 0     | 17        |
| 15 | Francia              | Dominique Walter                 | Chez Nous                                 | 1     | 16        |
| 16 | Paesi Bassi          | Milly Scott                      | Fernando En Philippo                      | 2     | 15        |
| 17 | Irlanda              | Dickie Rock                      | Come Back to Stay                         | 14    | 4         |
| 18 | Regno Unito          | Kenneth McKellar                 | A Man Without Love                        | 8     | 9         |

5 punti
| N. | A           | Da                                      |
| -- | ----------- | --------------------------------------- |
| 4  | Austria     | Belgio, Lussemburgo, Monaco, Jugoslavia |
| 3  | Svezia      | Danimarca, Finlandia, Norvegia          |
| 2  | Belgio      | Germania, Paesi Bassi                   |
| 1  | Germania    | Svizzera                                |
| 1  | Irlanda     | Francia                                 |
| 1  | Lussemburgo | Svezia                                  |
| 1  | Norvegia    | Italia                                  |
| 1  | Portogallo  | Spagna                                  |
| 1  | Spagna      | Portogallo                              |
| 1  | Svizzera    | Austria                                 |
| 1  | Regno Unito | Irlanda                                 |
| 1  | Jugoslavia  | Regno Unito                             |